# Zoltan Vamoș
Zoltan Vamoş (né le 27 janvier 1936 à Timişoara et mort en 2001 dans cette même ville) est un athlète roumain, spécialiste des courses de demi-fond. 

## Biographie
Il participe aux Jeux olympiques de 1960, à Rome, et se classe cinquième de la finale du 1 500 m.
Il remporte la médaille d'argent du 3 000 m steeple lors des championnats d'Europe 1962 à Belgrade, devancé par le Belge Gaston Roelants.

### Palmarès
| Date | Compétition           | Lieu     | Résultat | Épreuve         | Performance   |
| ---- | --------------------- | -------- | -------- | --------------- | ------------- |
| 1960 | Jeux olympiques       | Rome     | 5e       | 1 500 m         | 3 min 40 s 8  |
| 1961 | Universiade           | Sofia    | 2e       | 1 500 m         | 3 min 45 s 85 |
| 1962 | Championnats d'Europe | Belgrade | 2e       | 3 000 m steeple | 8 min 37 s 6  |
| 1966 | Championnats d'Europe | Budapest | 7e       | 3 000 m steeple | 8 min 34 s 0  |

### Records
| Épreuve         | Performance  | Lieu     | Date             |
| --------------- | ------------ | -------- | ---------------- |
| 1 500 m         | 3 min 40 s 5 | Prague   | 18 juin 1960     |
| 3 000 m steeple | 8 min 34 s 0 | Budapest | 3 septembre 1966 |